# Tijn Kolsteren
Tijn Kolsteren (Veldhoven, 14 juli 2010 – Hapert, 7 juli 2017) was een Nederlandse jongen die tijdens zijn ongeneeslijke ziekte bekendheid verwierf als fondsenwerver voor 3FM Serious Request 2016. Met een door hem bedachte nagellakactie werd ruim 2,5 miljoen euro opgehaald voor kinderen in oorlogsgebieden.

## Ziekte en Serious Request
Tijns ouders kregen in mei 2016 te horen dat hij aan hersenstamkanker leed. Behandelingen die daarna plaatsvonden hadden enkel tot doel zijn leven te verlengen. Tijdens 3FM Serious Request 2016 kwam hij op het idee om 100 euro voor de actie te verdienen door bij mensen hun nagels te lakken. Met zijn vader kwam hij op 21 december 2016 naar het Glazen Huis in Breda, en werd prompt door diskjockey Domien Verschuuren het huis binnengehaald, waar hij door een inderhaast gemaakte opening nagels van omstanders kon lakken. Het idee achter de actie was dat iedereen zijn of haar nagels moest lakken en één euro moest doneren, of als ze hun nagels niet wilden lakken tien euro doneren.
De actie kreeg via sociale media massale navolging, en bracht tot het einde van Serious Request 2016 ruim 2,5 miljoen euro op.
Deze actie wordt door Tijns ouders voortgezet tijdens Serious Request 2017. Alleen is het dan niet bij het Glazen Huis, dat dat jaar in Apeldoorn stond, maar in een Glazen Nagellakstudio op de Grote Markt in Breda, de locatie van Serious Request 2016. Met als doel € 77.777,- op te halen voor Serious Request 2017.

## Erkenning
Het verhaal van Tijn Kolsteren haalde nationaal en internationaal de media. Door burgemeester Paul Depla van Breda werd hij op 22 december 2016 ontvangen en voor een dag symbolisch tot burgemeester van de stad benoemd. Een dag later kreeg Tijn door waarnemend burgemeester Peter Maas van de gemeente Bladel een jeugdlintje uitgereikt. Ook was diezelfde dag Sanne Hans, de zangeres van de band Miss Montreal, te gast in het Glazen Huis. Zij schreef speciaal voor Tijn een lied met als titel Tijn. Op 12 februari 2017 werd een planetoïde naar hem vernoemd, (6327) Tijn. In april 2017 verleende paus Franciscus hem zijn apostolische zegen en in dezelfde maand werd Tijn onderscheiden met het Kruis van Verdienste van het Nederlandse Rode Kruis. Door Youp van 't Hek werd in mei en juni 2017 de actie LAK. door Tijn opgezet. Tot 7 juli 2017 kon via een website voor tien euro een potje nagellak worden besteld. De opbrengst van 1,2 miljoen euro ging naar de Stichting Semmy, die zich inzet voor kinderen met hersenstamkanker.
Ook na zijn overlijden krijgt Tijn de nodige erkenning, zo werd hij ruim vier maanden na zijn overlijden postuum geëerd, nadat er een kliniek in Ivoorkust aan hem werd opgedragen. Deze en drie andere klinieken werden onder andere gerenoveerd van de opbrengst van Serious Request. En op 15 november 2017 werd, door commissaris van de Koning Wim van de Donk, bekendgemaakt dat Tijn in december 2017 benoemd zou worden tot ereburger van Noord-Brabant. Op 19 juni 2018 onthulden de ouders en broer van Tijn een muurschildering in het nieuwe Rode Kruisgebouw te Den Haag. Daarop zijn tientallen potjes nagellak afgebeeld.

## Overlijden
Op de ochtend van 7 juli, de slotdag van de actie LAK. door Tijn, overleed Tijn Kolsteren, een week voor zijn zevende verjaardag. In een reactie noemde de Nederlandse minister-president Mark Rutte de dood van Tijn "ongelooflijk triest" en stelde hij dat maar weinig mensen zo jong zoveel impact hebben gehad. Koning Willem-Alexander noemde hem een "prima voorbeeld" die aan zijn ziekte positieve energie gaf. Tijn is op wat zijn 7e verjaardag had moeten zijn in besloten kring begraven in zijn woonplaats Hapert.